# Aidan Stevenson
Aiden Kenneth Stevenson (ur. 21 maja 2003) – kanadyjski zapaśnik walczący w stylu wolnym.
Brązowy medalista igrzysk frankofońskich w 2023, a także mistrzostw panamerykańskich U-23 w 2024 roku.
Zawodnik University of Alberta.